# 然闹遗址
然闹遗址，位于中国甘肃省甘南藏族自治州迭部县，为一个全国重点文物保护单位，类型为古遗址。
然闹遗址的历史年代为新石器时代至青铜时代。